# Банкнотно-монетний двір Національного банку України
Банкно́тно-моне́тний двір Націона́льного ба́нку Украї́ни (БМД НБУ) — монетний двір і банкнотна фабрика у Києві. Спеціалізується на виготовленні бланків державних цінних паперів, документів суворого обліку та знаків поштової оплати, а також цінних паперів на замовлення іноземних держав.

## Історія
Банкнотна фабрика відкрита у березні 1994 року. Під час друкування банкнот і цінних паперів застосовуються такі технології, як райдужний орловський офсетний друк, орловський (рельєфний) друк. Фабрика здійснює виготовлення банкнот для грошового обігу України. Потужності Банкнотної фабрики — 1,5 мільярди банкнот або іншої захищеної друкованої продукції.
Монетний двір був заснований у квітні 1998 року, після закриття Луганського монетного двору, з якого до Києва перевезли устаткування для виробництва обігових монет.
В квітні 1998 року за участі фахівців Австрійського монетного двору було завершено монтажні та пусконалагоджувальні роботи й офіційно введено в дію першу чергу цього підприємства, а саме — виробництво пам'ятних та ювілейних монет із дорогоцінних і недорогоцінних металів та сплавів.
Тоді ж Національний банк України налагодив виробничу базу з виготовлення монет масового обігу, пам'ятних і ювілейних монет, нагородної продукції. На Монетному дворі використовуються гідравлічні преси з програмним управлінням. У 2001 році Монетний двір став дійсним членом міжнародної організації «Конференція директорів монетних дворів». У тому ж році, срібну монету «Різдво Христове», відкарбовану у 1999 році, визнано найкращою монетою у світі у номінації «Найбільш надихаюча монета». Нейзильберова монета з елементами тамподруку «Українська вишиванка» стала переможцем традиційного конкурсу «Найкраща монета року України» за 2013 рік, а монета «Дрохва» визнана найкращою в номінації «Найкраще художнє рішення».
Випуск обігових монет почали у 2000 році, коли була випущена партія монет номіналом 1 копійка. З 2001 року карбувалась монета номіналом 1 гривня. З 2002 року — 2 копійки. З 2003 року почали щорічний випуск монет усіх номіналів від 1 до 10 копійок, а з 2006 року — 25 і 50 копійок.
Також Монетний двір виробляє відзнаки Президента України — ордени та медалі. Монетний двір виготовляє сувенірну продукцію. Річна потужність Монетного двору становить 1 мільярд обігових і розмінних монет, 1 мільйон ювілейних і пам'ятних монет та 200 тисяч орденів та медалей.
Нещодавно було завершено технічне оновлення парку карбувальних пресів: встановлено 10 нових високошвидкісних сучасних карбувальних пресів-автоматів німецької фірми «Гребенер» (Grabener Pressen Systeme GmbH & Co. KG), 6 пресів-автоматів ще однієї німецької фірми «Шулер» (Schuler Pressen GmbH & Co. KG), окремий прес призначений для карбування біметалевих монет із недорогоцінних металів. Це дало змогу збільшити обсяги виробництва до 1.2 мільярда розмінних монет на рік.
У 2014 році було реалізовано проєкт, розроблений Банкнотно-монетним двором спільно з Департаментом грошового обігу Національного банку щодо заміни матеріалу для виготовлення розмінних монет номіналами 10, 25 і 50 копійок. Використання низьковуглецевої сталі з гальванічним покриттям латунню замість дорогої алюмінієвої бронзи лише за рік дало економію близько 87 мільйонів гривень.
1 жовтня 2014 року виповнилося 20 років із часу заснування Банкнотно-монетного двору Національного банку України.

Продукція БМД НБУ
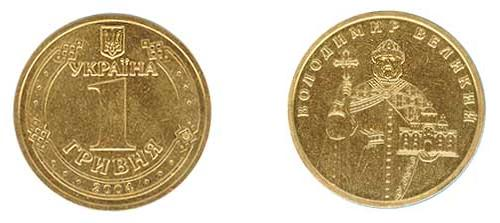
Гривня 2004 року
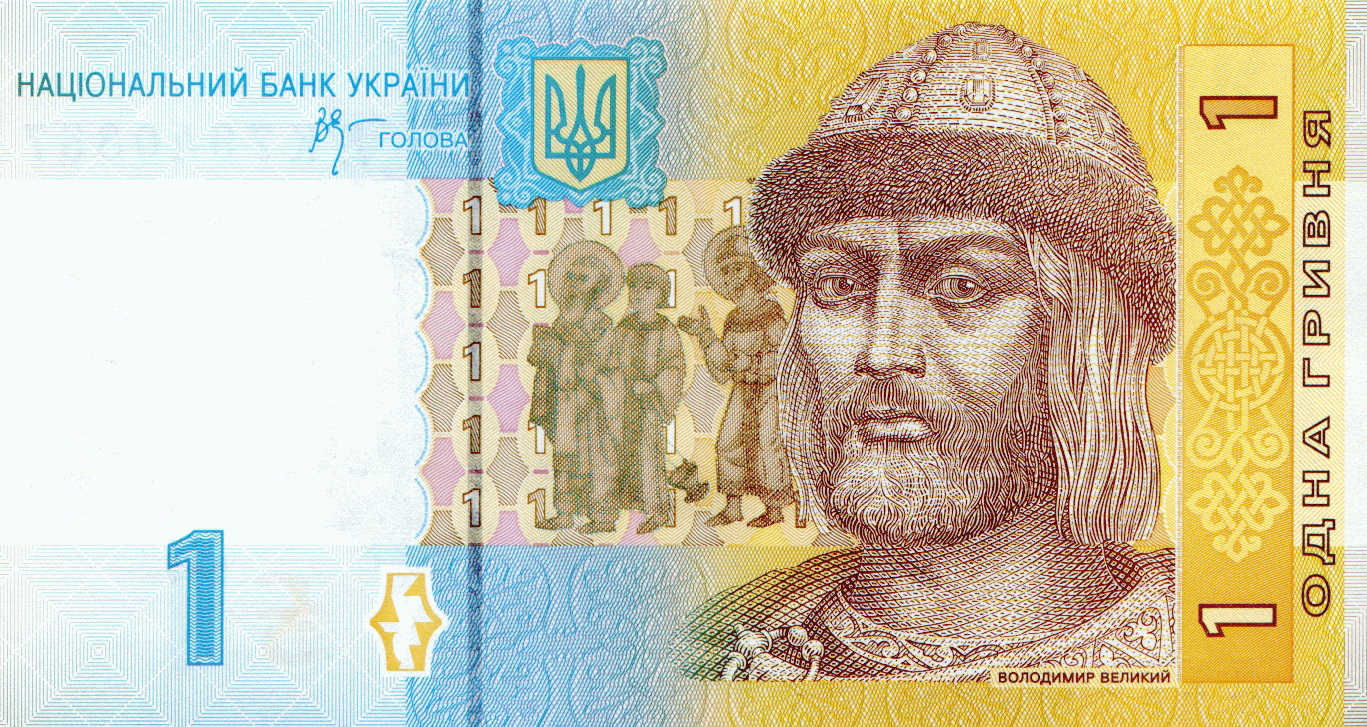
Гривня банкнота 2006 р.
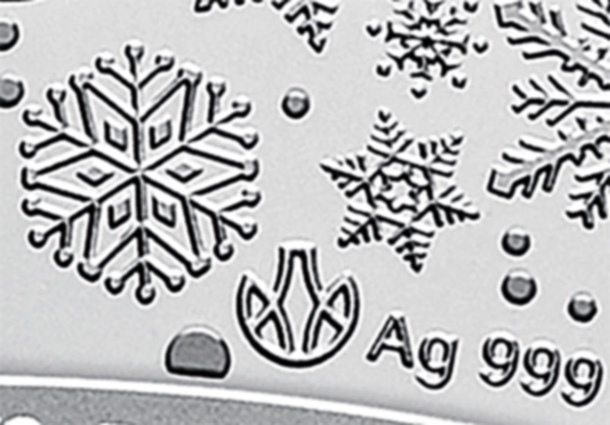
Логотип БМД на монеті «Щедрик – колядка дзвонів»

## Хронологія випуску обігових монет
| Рік на монеті | 1 копійка | 2 копійки        | 5 копійок        | 10 копійок       | 25 копійок       | 50 копійок       | 1 гривня         |
| ------------- | --------- | ---------------- | ---------------- | ---------------- | ---------------- | ---------------- | ---------------- |
| 2000          | Так       | Ні               | Ні               | Ні               | Ні               | Ні               | Ні               |
| 2001          | Так       | Так              | В колекц.наборах | В колекц.наборах | В колекц.наборах | В колекц.наборах | Так              |
| 2002          | Так       | Так              | Ні               | Так              | Ні               | Ні               | Так              |
| 2003          | Так       | В колекц.наборах | Так              | Так              | Неофіційно       | Неофіційно       | Так              |
| 2004          | Так       | Так              | Так              | Так              | Ні               | Ні               | Так              |
| 2005          | Так       | Так              | Так              | Так              | Ні               | Ні               | Так              |
| 2006          | Так       | Так              | Так              | Так              | Так              | Так              | Так              |
| 2007          | Так       | Так              | Так              | Так              | Так              | Так              | Ні               |
| 2008          | Так       | Так              | Так              | Так              | Так              | Так              | В колекц.наборах |
| 2009          | Так       | Так              | Так              | Так              | Так              | Так              | Ні               |
| 2010          | Так       | Так              | Так              | Так              | Так              | Так              | Так              |
| 2011          | Так       | Так              | Так              | Так              | Так              | Так              | Так              |
| 2012          | Так       | Так              | Так              | Так              | Так              | Так              | Так              |
| 2013          | Так       | Так              | Так              | Так              | Так              | Так              | Так              |
| 2014          | Так       | Так              | Так              | Так              | Так              | Так              | Так              |
| 2015          | Так       | Так              | Так              | Так              | Так              | Так              | Так              |

Тиражі
| Рік  | 1 копійка | 2 копійки | 5 копійок | 10 копійок | 25 копійок | 50 копійок | 1 гривня | Загальна кількість |
| ---- | --------- | --------- | --------- | ---------- | ---------- | ---------- | -------- | ------------------ |
| 2000 | 60 млн    | —         | —         | —          | —          | —          | —        | 60 млн             |
| 2001 | 150 млн   | 90 млн    | 5 тис.**  | 5 тис.**   | 5 тис.**   | 5 тис.**   | 100 млн  | 340 млн            |
| 2002 | 50 млн    | 30 млн    | —         | 120 млн    | —          | —          | 50 млн   | 250 млн            |
| 2003 | 150 млн   | 5 тис.**  | 40 млн    | 120 млн    | 5 тис.**   | 5 тис.**   | 50 млн   | 360 млн            |
| 2004 | 180 млн   | 60 млн    | 75 млн    | 170 млн    | —          | —          | 15 млн   | 500 млн            |
| 2005 | 200 млн   | 110 млн   | 90 млн    | 200 млн    | —          | —          | 100 млн  | 700 млн            |
| 2006 | 220 млн   | 30 млн    | 90 млн    | 230 млн    | 80 млн     | 30 млн     | 100 млн  | 780 млн            |
| 2007 | 220 млн   | 130 млн   | 110 млн   | 260 млн    | 80 млн     | 50 млн     | —        | 850 млн            |
| 2008 | 220 млн   | 130 млн   | 110 млн   | 260 млн    | 80 млн     | 50 млн     | 5 тис.** | 850 млн            |
| 2009 | 220 млн   | 130 млн   | 110 млн   | 260 млн    | 80 млн     | —          | —        | 850 млн            |

Зірками у таблиці показані монети особливливих і незвичайних випусків
1. тиражі пробних монет *
2. тиражі монет для колекційних наборів **